# Free Media Awards
Free Media Awards (ранее Пре́мия и́мени Ге́рда Буце́риуса «Свобо́дная пре́сса Восто́чной Евро́пы» — нем. Gerd Bucerius-Förderpreis Freie Presse Osteuropas) — немецко-норвежская премия для журналистов Восточной Европы. Утверждена в 2000 году германским фондом Zeit-Stiftung и норвежским фондом Fritt Ord (с норв. — «Свобода слова»). Носит имя Герда Буцериуса.

## Лауреаты

### 2000
В 2000 году премию получили:
- «Брестский курьер» — белорусская газета
- Königsberger Express — российская немецкоязычная газета
- Veidas — литовский новостной журнал
- Вероника Куцылло — российская журналистка из Москвы

### 2001
В 2001 году премию получили:
- «Зеркало недели» — украинская газета
- Ася Третюк — белорусская журналистка
- «Белорусская деловая газета» — белорусская газета
- «Общая газета» — российская газета

### 2002
В 2002 году премию получили:
- «Новая газета» — российская газета
- «Высокий замок» — украинская газета
- «Народная воля» — белорусская газета
- «Сега» — болгарская газета
- Кристиан Попеску[англ.] — румынский журналист

### 2003
В 2003 году премию получили:
- «Свободный курс» — российская газета
- «Экспресс» — украинская газета
- «Белорусский рынок[бел.]» — белорусская газета
- Николай Маркевич — журналист «Белорусского рынка[бел.]»

### 2004
В 2004 году премию получили:
- «Невское время» — российская газета
- «Звезда» — российская газета
- «Молодий буковинець» — украинская газета
- Intex-press — белорусская газета
- «24 саати» — грузинская газета
- Юлия Латынина — российская журналистка и писательница
- Светлана Калинкина — белорусская журналистка

### 2005
В 2005 году премию получили:
- The New Times — российский журнал
- «Чеченское общество» — российская газета
- БелаПАН — белорусское новостное агентство
- «Витебский Курьер» — белорусская газета
- «Резонанси» — грузинская газета
- Семён Новопрудский — российский журналист

### 2006
В 2006 году премию получили:
- «Солидарность[бел.]» — белорусская газета
- «Общество российско-чеченской дружбы» — российское новостное агентство
- «Советская Калмыкия сегодня» — российская газета
- «Выборгские Ведомости» — российская газета
- Фатима Тлисова — российская журналистка
- Вероника Шахова — российская журналистка
- «Украинская правда» — украинская газета

### 2007
В 2007 году премию получили:
- Наталья Новожилова — российская журналистка
- Inform Polis — российская газета
- «Кавказский узел» — российский новостной портал
- TURAN — азербайджанское новостное агентство
- «Наша Ніва» — белорусская газета
- CDMAG — белорусский медиа-проект

### 2008
В 2008 году премию получили:
- The New Times — российский журнал
- «Мой город без цензуры» — российская ежедневная газета
- Виктория Ивлева — российская фотожурналистка и корреспондентка
- Елена Ларионова — российская журналистка
- «Газета Слонимская» — белорусская газета
- «Ежедневник» — белорусский онлайн-портал
- Рауф Миргадиров[англ.] — азербайджанский журналист

### 2009
В 2009 году премию получили:
- Роман Шлейнов — журналист «Новой газеты»
- Зоя Светова — независимая московская журналистка
- «Новы Час» — газета города Минска, Белоруссия
- «Батумелеби» — грузинская еженедельная газета
- Марианна Григорян — независимая армянская журналистка
- Azadlıq — азербайджанская ежедневная газета
- Натик Джавадлы — журналист азербайджанской газеты Bizim Yol

### 2010
В 2010 году премию получили:
- Михаил Бекетов — журналист газеты «Химкинская правда»
- «Арсеньевские вести» — газета города Владивостока
- «Борисовские новости» — газета города Борисова
- «Либерали» — грузинский журнал
- Шахвалад Чобаноглу — азербайджанский журналист
- ANTV[азерб.] — азербайджанское сетевое телевидение
- Эдик Багдасарян — армянский журналист

### 2011
В 2011 году премию получили:
- «Черновик» — дагестанский общественно-политический еженедельник
- Наталья Иванишина — журналистка газеты «Усть-Илимская правда»
- Марина Коктыш — журналистка газеты «Народная воля»
- Наталья Лигачёва — журналистка интернет-СМИ «Телекритика[укр.]»
- Замин Хаджи[азерб.] — азербайджанский журналист
- А1+ — армянский новостной портал

### 2012
В 2012 году премию получили:
- Ольга Романова — блогер на «Эхо Москвы» и колумнистка The New Times
- «Дош» — кавказский независимый журнал
- Валерий Карбалевич — шеф-редактор журнала «Грамадзянская альтернатива» и ведущий обозреватель газеты «Свободные новости плюс»
- «Украинский тиждень[укр.]» — украинский еженедельный журнал
- Хаджиджа Исмаилова — азербайджанская журналистка

### 2013
В 2013 году премию получили:
- Елена Костюченко — российская журналистка, специальный корреспондент отдела информации «Новой газеты»
- Александр Гольц — шеф-редактор российского онлайн-портала «Ежедневный журнал»
- «Якутск вечерний» — российская общественно-политическая еженедельная газета
- Сергей Лещенко — украинский политический журналист
- Тамина Тагизаде — азербайджанская журналистка
- Мехман Гусейнов — азербайджанский журналист

### 2014
В 2014 году премию получили:
- Мария Эйсмонт — российская журналистка
- «Дождь» — российский телеканал
- Татьяна Черновол — украинская журналистка
- Юлия Мостовая — украинская журналистка
- Мустафа Найем — украинский журналист
- Александр Класковский — белорусский журналист
- Obyektiv TV[азерб.] — азербайджанский интернет-канал
- Epress.am — армянский сайт

### 2015
В 2015 году премию получили:
- «Нетгазети» — грузинский новостной портал
- Сергей Гармаш — украинский журналист, главный редактор сайта Ostro V
- Слідство.Інфо[укр.] — украинское новостное агентство
- Валентина Самар — украинская журналистка
- «Псковская губерния» — еженедельная региональная общественно-политическая газета
- Галина Тимченко — российская журналистка, учредитель новостного проекта Meduza

### 2016
В 2016 году премию получили:
- «Наши гроши[укр.]» — украинский сайт
- Елена Милашина — российская журналистка
- Сеймур Хази — азербайджанский редактор и комментатор

### 2017
В 2017 году премию получили:
- Сергей Ёлкин — российский карикатурист
- Антон Наумлюк[укр.] — российский журналист
- Зарухи Межлумян — армянский журналист
- Meydan TV — азербайджанская медиа-организация

### 2018
В 2018 году премию получили:
- «Белорусский партизан» — белорусская газета
- «Фонтанка.ру» — российская газета
- Chai Khana — грузинская медиа-платформа

### 2019
В 2019 году премию получили:
- The Insider — российское интернет-издание
- «Новое время» — украинский журнал
- Хафиз Бабалы — азербайджанский журналист
- CivilNet[англ.] — армянская медиа-платформа
- 7x7 — российское региональное интернет-издание и блог

### 2020
В 2020 году премию получили:
- «Медиазона» — российский сайт
- «Проект» — российский сайт
- Азиз Каримов[англ.] — азербайджанский журналист
- Станислав Асеев — украинский журналист
- «Схемы» — передача на украинском телевидении

### 2021
В 2020 году премию получили:
- Екатерина Борисевич — белорусская журналистка издания «TUT.BY»
- Катерина Андреева — белорусская журналистка издания «БелСат»
- Дарья Чульцова — белорусская журналистка издания «БелСат»
- Наталья Лубневская — белорусская журналистка издания «Наша Ніва»
- «TUT.BY» — белорусский сайт
- Белорусская ассоциация журналистов — белорусская организация

### 2022
В 2022 году премию получили:
- Заборона — украинское интернет-издание
- Владислав Есипенко — украинский журналист
- Мстислав Чернов — украинский фотограф
- Евгений Малолетка — украинский фотограф
- Наталья Гуменюк — украинская журналистка
- Андрей Дубчак[укр.] — украинский журналист.

### 2023
В 2023 году премию получили:
- Севгиль Мусаева (Украина)
- Юрий Николов (Украина)
- OC Media[англ.] (Грузия)
- Reform.by[бел.]* (Белоруссия)
- Важные истории (Россия)

### 2024
В 2024 году премию получили:
- Настасия Арабули (Грузия)
- Bihus.info (Украина)
- Сабольч Паньи (Венгрия)
- Abzas Media (Азербайджан)
- Лариса Щиракова (Белоруссия)
- Михаил Афанасьев (Россия)